# Port de Otal-Cotefablo
El Port Otal-Cotefablo és un Lloc d'Importància Comunitària des de juny de 2006, està situat en les comarques de Sobrarb i Alt Gàllego, província d'Osca, l'Aragó. L'espai natural té una extensió de 1963.88 ha.

## Localització
La seva àrea es reparteix entre les comarques de Sobrarb i Alto Gállego, concretament entre els municipis de Biescas, Broto, Fanlo, Fiscal, Hoz de Jaca, Panticosa, Plan, Sabiñánigo, Sallent de Gállego, Torla, Yebra de Basa i Yésero.

## Flora
A l'espai natural es troben exemplars de pastiu (54%), matolls (17%), pi blanc (15%), rouredes (3%) i avetars (3%). Són freqüents els processos erosius en vessants, afavorits per la degradació de la coberta vegetal.